# Marius Martinescu
Marius Tiberiu Martinescu (n. 6 octombrie 1951, Făget, Timiș, Republica Populară Română, România – d. 31 august 2018, Cluj-Napoca, România) a fost primar al municipiului Lugoj timp de trei mandate între 1996 și 2008.

## Biografie
Marius Tiberiu Martinescu a urmat școala generală și Liceul „Traian Vuia”, pe care l-a absolvit în anul 1970. Și-a continuat apoi studiile la Facultatea de Mecanică a Institutului Politehnic „Traian Vuia” din Timișoara, devenind inginer în anul 1975.
A fost repartizat la Întreprinderea de Petrol Găești, din județul Dâmbovița, unde a lucrat până în anul 1980, când s-a transferat la IURT Lugoj, unde și-a desfășurat activitatea în proiectare timp de cinci ani. În 1985 a fost numit șef de atelier, apoi, în 1987, șef de secție la MR Montaj, iar în 1991 a fost promovat director comercial, funcție pe care a deținut-o până în ianuarie 1993, când a fost ales viceprimar al municipiului Lugoj.

## Cariera politică
S-a înscris în Partidul Democrat în anul 1992, fiind ales vicepreședinte al organizației din Lugoj în anul 1993. Timp de mai bine de 11 ani, în perioada 2001-2012, a fost președinte al organizației din Lugoj a Partidului Democrat, care, apoi, s-a transformat în Partidul Democrat-Liberal.
A fost, timp de trei mandate, în perioada 1996-2008, primar al municipiului Lugoj, având însemnate inițiative și contribuții la dezvoltarea edilitară, economico-socială și culturală a orașului. În timpul mandatelor sale a sprijinit atragerea de investitori străini – Interspitzen, Rieker, Schuh Union, Werzalit, care au deschis unități de producție în Lugoj, înființând câteva mii de locuri de muncă.
Tot în perioada în care a condus destinele municipiului, datorită bunelor relații cu orașele înfrățite, armonioasei conviețuiri interetnice și religioase, precum și a deschiderii sale spre Europa, Lugojul a fost distins cu Diploma de Onoare a Consiliului Europei (în 1999) și cu Steagul de Onoare (în 2000).
În 2008, la sfârșitul celui de-al treilea mandat de primar, a obținut fondurile necesare pentru realizarea a trei mari lucrări de investiții în Lugoj: modernizarea Stației de epurare și înlocuirea tuturor rețelelor de apă și de canalizare din oraș.
La alegerile locale din 2008, a pierdut Primăria Lugoj, însă după numai cinci luni a redevenit preferatul electoratului lugojean, câștigând alegerile pentru Camera Deputaților în Colegiul 7 Lugoj. Nu a ajuns în Parlamentul României chiar dacă a câștigat alegerile în colegiul său, dar a fost numit oficial în funcția de secretar de stat în cadrul Ministerului Administrației și Internelor, unde și-a desfășurat activitatea aproape doi ani.
În 2012 a obținut un mandat de consilier județean, candidând din partea PDL, iar la alegerile locale din 2016 a câștigat un mandat de consilier independent în Consiliul Local Lugoj.